# Агилар-и-Вела, Антонио
Антонио Агилар-и-Вела (исп. Antonio Aguilar y Vela; 20 ноября 1820, Мадрид — 5 июля 1882, Мадрид) — испанский астроном, директор Мадридской астрономической обсерватории, академик Королевской Испанской академии наук.

## Биография
Эммигрировал во Францию в возрасте 19 лет, по политическим мотивам, где изучал в колледже Ангулема математику и физику. После возвращения на родину в 1845 году занимался частным обучением. В 1847 году занимал кафедру элементарной математики в университете Вальядолида. С мая 1847 года перешел в универститет Сантьяго, на должность профессора высшей математики (инфинитезимального анализа).
В том же году, по указанию Франциско де Паулы, был направлен на обучение астрономии, совместно с Эдуардо Новелья, в обсерваторию Сан-Фернандо. Выехав из Кадиса, они отправились в Европу, где на протяжении двух лет они посетили различные обсерватории, чтобы получить информацию о них и установить необходимые контакты для приобретения инструментов, необходимые для восстановления Мадридской обсерватории и для разработки программ наблюдений.
В Италии были осмотрены ряд обсерваторий в Турине, Милане и Падуя. Установили знакомство в Турине с Джованни Планой и изучили меридианный круг. В Падуе вместе с Джованни Сантини ими были произведены расчеты орбиты и эфемерид для кометы и астеройда. Также ими были осмотрены обсерватории Парижа, Бонна, Гринвича для изучения астрономических инструментов.
В 1849 году он был переведен на кафедру астрономии в Центральный университет Мадрида в должности профессора астрономии. Занимал пост директора Мадридской астрономической и метеорологической обсерватории по назначению Королевской академией наук с 1851 по 1882 год с небольшим перерывом в 1871—1872 годах, связанным с его политическими симпатиями к карлистам. 6 ноября 1854 года избран в Испанскую королевскую академию наук, где с июня 1861 года до момента своей смерти был её секретарем.
Имел научную степень доктора наук. Являлся генеральным инспектором общественного просвещения.

## Научные труды
- «Память о широте обсерватории Мадрида»
- «О полном солнечном затмении, которое произойдет 18 июля 1860 года»
- «Наблюдения за июльскими солнечными затмениями в Десьерто-де-лас-Пальмас»
- «Географические долготы»
- «Проход Меркурия на циферблате Солнца 5 ноября 1868 года, наблюдаемый в Мадриде»
- «Полное солнечное затмение 22 декабря 1870 года»
- «Наблюдения за меридианами, сделанные в Мадриде»
- «Наблюдения за планетой Нептун, проверенные в Королевской обсерватории Мадрида с меридианным кругом Репсольда […] и сравнение с эфемеридами господина Брумса, включенными в Берлинский астрономический альманах за 1857 год»